# アン・サリヴァン (アニメーター)
アン・サリヴァン（Ann Sullivan、1929年4月10日 - 2020年4月13日）はアメリカ合衆国のアニメーター。ウォルト・ディズニー・アニメーション・スタジオ所属。

## 略歴
ノースダコタ州ファーゴ出身。姉妹とともにカリフォルニアに移住し、パサデナのアートセンター・カレッジ・オブ・デザインに入学。1950年代に卒業するとディズニー・スタジオに入社。1973年に4人の子供を育てるために一時休職。一時はハンナ・バーベラ・プロダクションにも所属していた。
1987年頃にディズニーに戻り、そこで『リトル・マーメイド』、『ライオン・キング』、『リロ・アンド・スティッチ』などの製作に携わってきた。
2020年4月13日、2019新型コロナウイルス（COVID-19）による合併症が原因で死去。91歳没。
アンは近年、モーションピクチャー&テレビジョン基金（MPTF）がロサンゼルス郊外、ウッドランドヒルズに設立した保養施設、MPTFハウス&ホスピタルで生活していたが、この施設で院内アウトブレイクが発生。アンの他にも、俳優のアレン・ガーフィールド、撮影監督のアレン・ダヴィオーなどがこの院内感染で亡くなっている。

## フィルモグラフィ
- オリバー ニューヨーク子猫ものがたり（1988）
- リトル・マーメイド（1989）
- ミッキーの王子と少年（1990）
- クール・ワールド（1992）
- ライオン・キング（1994）
- ページマスター（1994）
- ポカホンタス（1995）
- ノートルダムの鐘（1996）
- ヘラクレス（1997）
- ムーラン（1998）
- ファンタジア2000（1999）
- ターザン（1999）
- ラマになった王様（2000）
- アトランティス 失われた帝国（2001）
- トレジャー・プラネット（2002）
- リロ・アンド・スティッチ（2002）
- ホーム・オン・ザ・レンジ にぎやか農場を救え!（2004）